# 베스핀글로벌
베스핀글로벌(Bespin Global)은 대한민국의 클라우드 관리 기업이다. 본사는 서울특별시 서초구 서초동 강남대로 327 대륭서초타워 14,15,16층에 위치해 있다.

## 투자
2023년 아랍에미리트의 정보기술(IT) 기업인 e& 엔터프라이즈로부터 약 1400억원 규모의 투자를 유치했다. 2019년 토스뱅크 컨소시엄에 베스핀글로벌이 4%의 지분을 투자하였다

## 같이 보기
- 메가존클라우드
- 클루커스
- 토스뱅크

## 참고 문헌
1. ↑  임민철, 이한주 베스핀글로벌 대표 "클라우드시장, 미·중·나머지로 나뉜다", 아주경제, 2021-06-08
2. ↑  서재창, 베스핀글로벌, 4058억 원 매출 달성하며 전년 대비 21% 성장, 헬로T, 2024.04.15
3. ↑  송혜리, '만년 적자' 메가존·베스핀, 수천억원대 투자금 몰리는 이유, 뉴시스, 2023.01.08
4. ↑  김희진, 한화투자증권·베스핀글로벌, 토스뱅크 주주로 참여, 시사저널, 2019.03.27